# Nakhtmin
Nakhtmin ( Min est victorieux) est, selon toute évidence, le fils du "Père Divin" Aÿ et de son épouse Tiyi II. Cette dernière étant citée comme Nourrice de la grande épouse royale, il est peut-être le frère de Néfertiti, l'épouse d'Akhénaton. Sous le règne de Toutânkhamon, alors que son père compte parmi les personnages les plus influents du pays, il porte le grade de général.

## Généalogie
Son père monte finalement sur le trône, et Nakhtmin est désormais prince (erpâ), un titre déjà porté sous le règne d'Amenhotep III. Cette dignité, qui lui donne la préséance sur les vizirs eux-mêmes, fait de lui un héritier potentiel au trône, la lignée d'Ahmosis étant désormais éteinte.
Pourtant, à la mort de son père, après quatre années de règne, c'est un autre prince et général, Horemheb, qui lui est préféré par le clergé d'Amon pour devenir le dernier pharaon de la XVIIIe dynastie, la famille de Nakhtmin étant trop liée à l'ancienne famille royale et à l'épisode amarnien.